# Dead Island: Riptide
Dead Island: Riptide (укр.Мертвий острів: Бистріна) – відеогра в жанрі action RPG, survival horror. Автономне розширення гри Dead Island, розроблене Techland і опубліковане Deep Silver. Випуск відбувся в квітні 2013 року для платформ Microsoft Windows, PlayStation 3 та Xbox 360. Riptide являє собою продовження історії 2011 року Dead Island, з чотирма оригінальними героями, а також новим вцілілим – що потрапили на інший острів архіпелагу Баной, який також був переповнений зомбі.
Dead Island: Riptide отримав змішані відгуки від критиків, які вказували, що гра не виправила жодних проблем попередника, а також не додала нічого істотного до геймплею. Третя гра цієї серії, а також перше офіційне продовження Dead Island 2, було оголошене на E3 2014 року. Спочатку випуск був запланований на 2016 рік; Однак, оскільки Sumo Digital взяла на себе розвиток у березні 2016 року, то конкретна дата випуску ще не була оголошена. Поряд з першою грою, Riptide був випущений для платформ PlayStation 4, Xbox One, Windows і для SteamOS під назвою Dead Island: Definitive Edition.

## Ігровий процес
Дивись також: ігровий процес Dead Island
Ігровий процес Dead Island: Riptide майже не відрізняється від геймплею попередника Dead Island. Це також гра від першої особи у відкритому ігровому світі, розділеному на дві великі області. Із особливостей розширення можна назвати: поява нового героя, нові транспортні засоби, нові рівні та погодні умови. 

## Сюжет

### Основна кампанія
Події Riptide продовжуються відразу ж після закінчення оригінального Dead Island з його чотирма імунними вцілілими: екс-американським футболістом Логаном Картером, репер Семом Бі, китайським шпигуном під прикриттям Сянь Мей та екс-поліцейською Парною. Разом з міжнародним терористом Хароном та місцевою мешканкою Єремою (безсимптомна пацієнтка нуль Банойського спалаху), вцілілі, після втечі з тюремного острова, висаджуються на військовий корабель. Полковник Австралійських Сил Оборони Сем Харді та цивільна VIP-персона Франк Серпо негайно їх заарештовують. Єрема і Харон беруться під варту окремо; при цьому Єрема встигає укусити одного з солдатів АСО. Під час плавання, четвірка вцілілих зустрічається з ще одним вцілілим, сержантом АСО Джоном Морганом, який стверджує, що був членом гуманітарної місії на сусідньому острові, аж поки Серпо не з'явився і не зупинив її.

Один з героїв, Логан Картер, відбивається від зомбі.

Отямившись після дії заспокійливого засобу (який застосовували, щоб дослідити вцілілих), персонаж гравця прокидається, щоб знайти себе на кораблі переповненому зомбі. Серпо сідає на гелікоптер і встигає втекти, незадовго до того, як некерований корабель вдаряється в скелю. Імунітет повертає персонажу свідомість на березі острова Паланай, який знаходиться неподалік від Баной. Тут їх знаходить дослідник ВООЗ Харлоу, яка каже, що островом поширюється якась чума або інфекція. Після порятунку припасів інших вцілілих острова, персонажі знову зустрічають полковника Харді; Той розповідає, що організація Серпо зацікавлена в озброєнні штамом "Куру", який і спричинив цей спалах зомбі, так само як це було вперше на Баной. І для того, щоб приховати докази і очистити острів від інфекції, на Паланай планується застосувати ядерну зброю.
За пропозицією Харді, імунні та декілька інших вцілілих вирішили відвідати місто Хандерсон, сподіваючись, що сусідня армійська база зможе запропонувати допомогу. Але спочатку до міста треба знайти шлях. Через відсутність неушкоджених мостів та цілих човнів, щоб дістатися причалу – вціліли досліджують підземний тунель. Перед цим вони відвідують доктора Кесслера, дослідника, база якого знаходиться в джунглях. Кесслер, в обмін за зразок їхньої крові, надає вцілілим потрібну інформацію, і розповідає, що мутація з вірусом, який створює зомбі, була створена під впливом хімічної зброї. Він попереджає гравця про те, що хімічна зброя зберігається в тунелях, і що вона може діяти як мутаген, перетворивши вірус в тілі імунної системи на те, що вони більше не зможуть контролювати.
Після того як вцілілі очистити затоплені тунелі, Харлоу знаходить таємно інфікованого вцілілого, що пережив вплив обробки хімічною речовиною; Інфікований перетворюється на гігантського монстра, з яким б’ються і якого вбивають герої. Незабаром, вони дістаються пірса, який знаходиться під контролем недоброзичливих в’язнів. Під часу бійки з в’язнями, головних героїв охоплює мимовільний приступ тривалою люті. Кесслер телефоном пояснює, що це, ймовірно, і є результат дії парів хімічної зброї, що є мутагеном. Він також говорить їм, що з ними все буде в порядку, якщо вони уникнуть подальшого ураження речовиною. Вціліли згодом досягають Хандерсона, де влаштовують притулок в місцевому кінотеатрі, але Харлоу відмовляється від них і залишає групу.
Далі вцілілі дізнаються, що військова база була розбита і вимушені звернутися до Серпо. Той запевняє групу, що ядерний удар не планувався і що на Баной все добре. Він також каже, що Харді не слід довіряти і погоджується відправити гелікоптер для евакуації вцілілих. Тоді Харді визнає, що вигадав ядерний удар для того, щоб підштовхнути вцілілих до більш активних дій; і в свою чергу наполягає, що Серпо не довіряє, бо той має намір лише евакуювати імунних заради продовження своїх досліджень. Коли прибуває гелікоптер Серпо, Харді намагається в першу чергу саме це і довести. Першою мала піднятися на борт місцева мешканка, але Серпо попереджає, що спочатку пустить саме імунних. Роздратований Харді намагається сам вдертися на гелікоптер, але у відповідь був вбитий. Вцілілі відкривають прицільній вогонь і збивають гелікоптер.
В пошуках біля місця катастрофи вцілілого Серпо, герої дізнаються, що Харлоу не тільки імунна, але й терористка, яка хоче скористатися даними та вакциною з карантинної зони. Коли герої штурмують лабораторію в зоні карантину, вони знаходять Харлоу; Вона пояснює їм, що спалахи були започатковані навмисно для тестування вірусу, і вакцини від нього немає. Маючи лабораторний тестовий зразок мутагену, Харлоу запускає приступ люті. Переконавшись в тому, що імунітет є занадто небезпечним для життя, вона знову приймає мутаген і нападає на героїв, спонукаючи їх зробити й собі ін'єкції, а також убити її.
Далі вцілілі знаходить човен, який може їх евакуювати. Знову з’являється Серпо. Він дозволяє все зруйнувати і пропонує імунну медичну допомогу, якщо вони візьмуть його з собою. Замість цього герої залишить його наодинці із зомбі і евакуюються з острова разом з п'ятьма іншими вцілілими. Через шість днів їх човен прибиває до іншого острова, вочевидь, покинутого. Історія завершується тим, що з човна чується гудок і  дверна ручка каюти відкривається зсередини перед тим, як гра різко закінчується. Долі імунних та інших п'яти вцілілих залишаються неясними.

### Персонажі
Дивись також: персонажі Dead Island
- Сем Бі – репер з Нового-Орлеану. Спеціалізація - ударна зброя.
- Сянь Мей – співробітник курорту Royal Palms і одночасно китайській шпигун. Майстер холодної зброї.
- Логан Картер – колишній гравець американського футболу. Навички метальної зброї.
- Парна – в минулому австралійська поліціантка і охоронець VIP-персон. Добре володіє вогнепальною зброєю.
- Джон Морган – сержант АСО. Спеціалізація - рукопашний бій.

## Маркетинг та реалізація
Анонс гри відбувся в червні 2012 року , а у вересні 2012 року побачив світ перший рекламний трейлер.  Музичне відео для пісні "No Room in Hell", за авторством репера Josef "J7" Lord , з’явилося в листопаді 2012 року, за підтримкою відомого Chamillionaire. В грі, за легендою, автором пісні виступає Сем Бі.  В березні 2013 року виходить новий трейлер, під назвою "They Think Wrong", в якому продемонстрували новий геймплей, персонажів та ворогів. 

Склотекстолітова жіноча статуетка як рекламна акція "Zombie Bait Edition" для Dead Island: Riptide.

### Невдала рекламна акція
У січні 2013 року компанія Deep Silver оголосила про те, що  Dead Island: Riptide буде доступна у формі "Zombie Bait Edition", яке включатиме статуетку кривавого розчленованого торса жінки в бікіні. Маркетингові матеріали описали це як ігрове "наслідування знаменитих римських мармурових скульптур торсу" і "шмат вражаючої розмови". Американський ринковий варіант статуетки має бікіні з візерунком "Зірки та смужки", тоді як її європейська колега має шаблон Union Jack (розм. Прапор Британії).
Статуетка викликала переважно негативну реакцію у відеоігровій пресі та серед активістів. Один з журналістів назвав статуетку "брутальною", як навіть щось таке, що не забажає соціопат, або як " приклад тексту книги найбільш екстремальних кінців помилкової фантастики, де жінка зводиться до нічого, крім її цицьок, з ганебно зображеними ранами, виступаючими кістками і, звичайно, ледь помітним вбранням, що покриває її сферичні груди ".  Через кілька годин після цього анонсу, філія Deep Silver у Великій Британії опублікувала заяву про те, що вони, «вибачаються за будь-які заподіяні незручності» і що вони «щиро шкодують за цей вибір», повторюючи «дуже вибачте нам і ми прагнемо до того, щоб це більше ніколи не відбулося". Американська філія компанії Deep Silver спростувала будь-яку частину акції.  У квітні 2013 року, журнали відеоігор повідомили, що "Zombie Bait Edition", схоже, не були вилучені з продажу, і що материнська компанія Deep Silver зробила «вкрай обмежену кількість» статуеток з покаліченими торсами, доступних для роздрібної торгівлі в Європі та Австралії. 

### Роздрібні версії
Для продажів пропонувались різні випуски Dead Island: Riptide. Доступні версії включають: "standard version" (стандартна версія), "limited edition" (обмежене видання), "special edition" (спеціальна версія), "survivor edition" (видання вцілілого), "Rigor Mortis Collector's edition" та "Zombie Bait' edition", з різноманітними додатковими фізичними матеріалами (ноутбуки, фігурки ляльок і відкривачки для пляшок) та чисто ігровими (зброя та одяг персонажів) в комплекті.

## Відгуки
| Агрегатор    | Оцінка                                 |
| ------------ | -------------------------------------- |
| GameRankings | (PS3) 61.44% (PC) 60.91% (X360) 57.58% |
| Metacritic   | (PS3) 62/100 (PC) 61/100 (X360) 57/100 |

| Видання        | Оцінка |
| -------------- | ------ |
| Edge           | 3/10   |
| Eurogamer      | 6/10   |
| Game Informer  | 8/10   |
| GameSpot       | 4/10   |
| GamesRadar+    | [ 25 ] |
| GameTrailers   | 7.5/10 |
| Giant Bomb     | [ 27 ] |
| IGN            | 7.2/10 |
| Joystiq        | [ 29 ] |
| PC Gamer (США) | 45/100 |
| Polygon        | 5.5/10 |

Dead Island: Riptide отримав змішані відгуки, при цьому більшість критиків похвалили геймплей та новий інтерфейс, але критикували багато не виправлених проблем виявлених у оригіналі, а також відсутність нового вмісту. Сукупні оглядові вебсайтів GameRankings і Metacritic дали версії PlayStation 3 61,44% і 62/100,   ПК версії 60,91% і 61/100   та Xbox 360 версії 57,58% і 57/100  
Грег Міллер з IGN визнав, що, хоча він і казав, що це "велика кривава втіха", проте вона все ще містила помилки та глюки, які були знайдені в першій грі. Він також заявив, що "було спокусливо просто вставити на сторінку огляд оригінального Dead Island і назвати його цим днем". Він високо оцінив геймплей, кооператив та вміння імпортувати ваше збереження з оригіналу, зазначивши, що вороги, з якими ви зіткнетесь, відповідають вашому рівню, так, що гра дає вам відповідний виклик, але критикує сюжетну лінію та загальний вигляд гри. Продовжуючи, він сказав, що було не багато зроблено для того, щоб поліпшити її за свого попередника, з точки зору загальної продуктивності. Тим не менш, він заявив, що недостатню графіку та продуктивність можна не помітити, оскільки в це весело грати. Міллер дав грі 7,2 з 10.  Марк Уолтон з GameSpot рішуче критикував гру, кажучи: "Dead Island: Riptide може виглядати як ідилічний зомбі-фест, але це трохи більше, ніж розчарування в безладі недороблених ідей та повторюваних боїв". Уолтон дав грі 4 з 10. 